# Myhkyrinsaari (ö i Kajanaland)
Myhkyrinsaari är en ö i Finland. Den ligger i sjön Kivesjärvi och i kommunen Paldamo i den ekonomiska regionen  Kajana ekonomiska region  och landskapet Kajanaland, i den centrala delen av landet, 500 km norr om huvudstaden Helsingfors. Öns area är 0,7 hektar och dess största längd är 130 meter i sydöst-nordvästlig riktning.